# Новомихайловка (Куюргазинський район)
Новомиха́йловка (рос. Новомихайловка, башк. Яңы Михайловка) — присілок у складі Куюргазинського району Башкортостану, Росія. Входить до складу Крівле-Ілюшкинської сільської ради.
Населення — 2 особи (2010; 1 в 2002).
Національний склад:
- чуваші — 100%